# Oljas Abenteuer mit dem Hausgeist
Oljas Abenteuer mit dem Hausgeist (Originaltitel: Деревня Утка, Derewnja Utka) ist ein in der Gegenwart angesiedelter sowjetischer Märchenfilm von Boris Bunejew aus dem Jahr 1977.

## Handlung
Die Schülerin Olja verbringt die Ferien auf dem Land bei ihrer Großmutter, einer offenbar abergläubischen Frau, die dem Mädchen gern Spukgeschichten erzählt. Olja kann dem Landleben jedoch nur wenig abgewinnen und sehnt sich nach Hause. Eines Tages erscheint ihr aber tatsächlich ein Hausgeist, ein sogenannter Schischok. Allerdings kann nur sie ihn sehen, da Erwachsene nicht ernsthaft an Geister glauben oder sie mit der Zeit vergessen. So erging es z. B. Oljas Onkel Albert. Das Mädchen und der Geist verbringen nun viel Zeit miteinander, u. a. möchte Schischok mit ihr nach Schottland reisen, um den dort lebenden Geist Mr. Browny zu besuchen. Als Fahrzeug soll eine Universalmaschine dienen, deren Bau Schischok einst mit anderen Hausgeistern begann. Der Versuch, sie zusammen mit dem seiner neuen Freundin zu vollenden, scheitert aber.
Olja gelingt es, die Erwachsenen von der Existenz des Geistes zu überzeugen, woraufhin diese ihn auch sehen können. Da sich die Ferien aber dem Ende neigen und die Großmutter von ihren Kindern beredet wird, in die Stadt zu ziehen, stellt sich die Frage nach Schischoks Verbleib. Er möchte nicht allein im Haus leben, die Erwachsenen wollen ihn hingegen nur ungern aufnehmen. Die alte Frau bleibt letztlich doch auf dem Land, der Hausgeist reist aber mit Olja und ihrer Mutter ab. Das Dasein im städtischen Mietshaus bereitet Schischok aber Anpassungsschwierigkeiten. Um dem Geist eine Freude zu bereiten, besucht Olja mit ihm am letzten Ferientag einen Park. Dort treffen sie zufällig Mr. Browny, der wegen eines Kongresses in die Sowjetunion gereist ist. Die drei verbringen einige lustige Stunden miteinander, Oljas Mutter weiß aber nicht, wo ihre Tochter abgeblieben ist, und schaltet die Polizei ein. Als ein Beamter das Mädchen und ihre seltsamen Begleiter findet, gibt sie diese als Gäste ihres Nachbarn, eines Professors, aus. Während Olja nach Hause geht, besuchen die Schischoks tatsächlich den gelehrten Mann, um ihn von Geisterexistenzen zu überzeugen. Der wissenschaftliche Disput endet in einem fröhlichen Gelage, mit dem sie die Nachbarschaft bis nach Mitternacht wach halten.
Am nächsten Tag muss Olja zurück zur Schule und auch Mr. Browny kehrt in seine Heimat zurück. Schischok muss sich eingestehen, wie einsam er in der Stadt ist, und kehrt daraufhin zur Großmutter aufs Land zurück.

## Hintergrund und Veröffentlichungen
Oljas Abenteuer mit dem Hausgeist gehört zu den späteren Werken Bunejews. Dieser hatte sich zwar schon mit vorherigen Projekten an ein junges Publikum gerichtet, inszenierte aber hier zum einzigen Mal einen Märchenfilm. In seinen darauffolgenden Werken widmete er sich wieder ernsthaften Themen.
Die 1907 geborene Jewdokija Alexejewa gab in Oljas Abenteuer mit dem Hausgeist ihr Spielfilmdebüt, für Hauptdarstellerin Oxana Duben war es hingegen die einzige Rolle ihrer Laufbahn. Georgi Milljar arbeitete hier zum vierten Mal mit Boris Bunejew zusammen und auch mit Inna Wychodzewa drehte der Regisseur mehrere Filme.
Die Rolle des Professors wurde zwar von Wadim Alexandrow gegeben, seinen Text sprach jedoch Wassili Liwanow ein.
Der 1976 gedrehte Film lief im April 1977 in der Sowjetunion an. 1978 kam er in der DDR in die Kinos und wurde dort auch unter dem Alternativtitel Die unglaubliche Geschichte von Olja und Schischok gezeigt. Am 20. Juli desselben Jahres hatte Oljas Abenteuer mit dem Hausgeist auch in Ungarn Premiere, Der Film wurde ebenso in Italien veröffentlicht.
Icestorm Entertainment publizierte die deutschsprachige Fassung auf DVD.
Im Lexikon des internationalen Films wird das Werk als „Jugendfilm um kindliche Fantasie und kreative Vorstellungskraft“ bezeichnet.
Der Originaltitel bedeutet wörtlich übersetzt Entendorf, wobei der Begriff Ente im Russischen ebenso umgangssprachlich für Zeitungsente steht.

## Synchronisation
Die deutschsprachige Synchronisation wurde vom entsprechenden Studio der DEFA unter Regie von Margot Spielvogel produziert, die Dialoge stammten von Wolfgang Woizick. Für den Ton zeichnete Ralph Kollowa und für den Schnitt Vera Thillmann verantwortlich.
| Rolle                | Darsteller           | Synchronsprecher |
| -------------------- | -------------------- | ---------------- |
| Olja                 | Oxana Duben          | Jeanette Heinze  |
| Schischok            | Rolan Bykow          | Siegfried Voß    |
| Großmutter           | Jewdokija Alexejewa  | Annemarie Collin |
| Onkel Albert         | Alexander Potapow    | Wolfgang Winkler |
| Prochor              | Wadim Sachartschenko | Horst Kempe      |
| Oljas Mutter Taisija | Jelena Sanajewa      | Astrid Bless     |
| Mr. Browny           | Georgi Milljar       | Günther Grabbert |
| Professor            | Wadim Alexandrow     | Fred Alexander   |

## Trivia
Georgi Milljars Profilbild in der Internet Movie Database stammt aus Oljas Abenteuer mit dem Hausgeist.